# 皮克林 (北約克郡)
皮克林（Pickering）是英格蘭北約克郡的一個城鎮，靠近北約克沼澤國家公園。皮克林在歷史上屬於北約克郡，2011年有人口6,830人。

## 友好城市
- 法國 科尔比